# Apicia alteraria
Apicia alteraria là một loài bướm đêm trong họ Geometridae.